# Dh
Dh – dwuznak występujący w języku albańskim. Reprezentuje spółgłoskę szczelinową międzyzębową dźwięczną /ð/.
Jest szóstym znakiem alfabetu albańskiego.
W romanizacji języków indoaryjskich taki sam dwuznak oznacza przydechowe (dysząco dźwięczne) [d]. W romanizacji języków semickich oznacza /ð/.